# أمن-م-حات (حاكم الإقليم السادس عشر)
أمن-م-حات غالبا ما كان يتم الإشارة إليه بالإسم المختصر أميني، وهو مسئول مصري قديم تقلد منصب «السيد الأعلى لإقليم المها» (الإقليم السادس عشر من أقاليم صعيد مصر)، ورئيس الكهنة خلال عهد الملك سنوسرت الأول المنتمي إلى الأسرة المصرية السادسة عشر (القرن العشرين قبل الميلاد).

## السيرة الذاتية
| i | mn · n | m | HAt · t · Z1 | ( | i | mn · n | i | ) |

| i | mn · n | m | HAt · t · Z1 | ( | i | mn · n | i | ) |

كانت والدة أمن-م-حات امرأة نبيلة تُدعى هينو، في حين أن اسم والده غير معروف. وأمن-م-حات كان متزوجاً من حتبت «محظية المنزل» وابنة أحد الحاكم، وأنجب منها ابناً يُدعى خنوم-حتب. ومع ذلك، فإن أي علاقة بين أمن-م-حات والعائلة الحاكمة التي أسسها خنوم-حتب الأول في وقت سابق هي علاقة غير معروفة، ومن المُقترح إحتمالية كونه عضوًا من أعضاء العائلة السابقة من الحكام المحليين. وعلى كل الأحوال، فإنه قد أدار إقليمه من مدينة منعت خوفو بدايةً من العام الثامن عشر من حكم س-ن-وسرت الأول إلى عامه الثالث والأربعين على أقل تقدير.
لقد رافق أمن-م-حات الملك في رحلته العسكرية إلى بلاد كوش؛ وعلى الرغم من أن تاريخ هذه الحملة هو تاريخ غير معروف إلا أنه من المحتمل أن يكون هي نفس تاريخ حملة الملك س-ن-وسرت الأول المعروفة في العام الثامن عشر من حكمه. وقد اصطحب أمن-م-حات في حملة آخرى «ابن الملك أميني» (من المرجح بشدة أنه الملك المستقبلي أمنمحات الثاني) مع 400 رجلاً لجمع اللذهب من موقع نوبي مجهول. كما تم إرسال أمن-م-حات إلى قفط مع الوزير الملكي س-ن-وسرت من أجل جمع مزيداً من الذهب. وهذه الحملات تشير إلى أن أمن-م-حات كان مسؤولًا في غاية الأهمية، فهو الذي كان عادةً يصطحب كبار الشخصيات وحتى أفراد العائلة المالكة.
الغريب أن أمن-م-حات قد قام بتأريخ آثاره بناء على تاريخ تنصيبه حاكماً بطريقة مصاحبة عادة لتنصيب الملوك: فأعلى تأريخ معروف له بهذه الطريقة هو العام الثالث والأربعون من حكم الملك س-ن-وسرت الأول (التاريخ الدقيق هو: العام الثالث والأربعون، الشهر الثاني للفيضان، اليوم الخامس عشر) الموافق للعام الخامس والعشرين من تنصيب أمن-م-حات. على الرغم من عدم وجود إثبات بأن الناس الذين يعيشون تحت حكمه قد استخدموا فعلياً تأريخ أمن-م-حات الشخصي.
لقد توفى أمن-م-حات بعد فترة قصيرة من هذا التاريخ. وطبيعة العلاقة مع خليفته المحتمل نتر-نخت غير معروفة. كما أنه كان أيضاً آخر حاكم من حكام منطقة «منعت-خوفو» حمل لقب «السيد الأعلى للإقليم». وبالإضافة إلى هذا المنصب فإن أمن-م-حات قد حمل أيضاً كمية ضخمة من الألقاب المدنية والعسكرية والدينية؛ فعلى سبيل المثال قد حمل ألقاب إيري-بات، و «الصديق الملك المقرب»، و «المستشار الملكي»، و «عمدة مدينة نخب»، و «المشرف على كهنة المعبود خنوم-سيد-حر-ور»، و «الكاهن المرتل»، والعديد من الألقاب الأخرى.

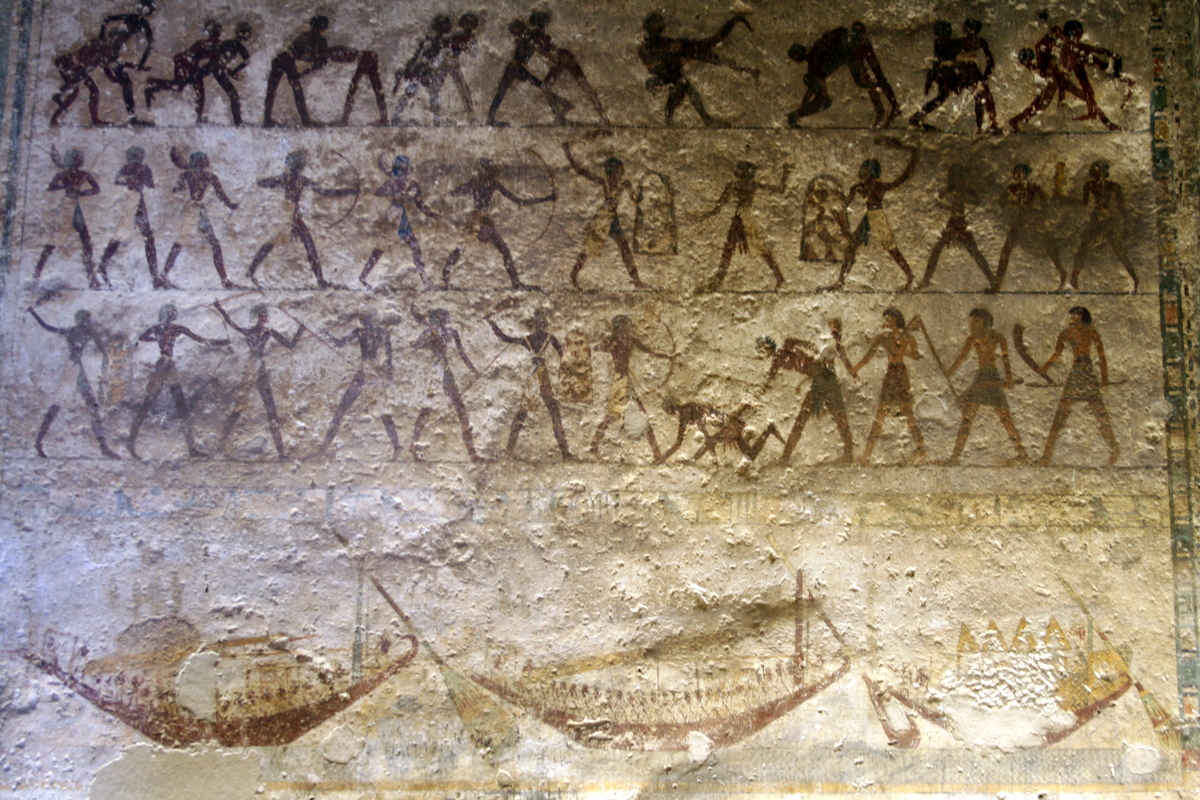
رسم من على المقبرة: مناظر المصارعة و "الرحلة إلى ابيدوس"

## مقبرة رقم BH2
على الأرجح قد تم دفن أمن-م-حات/أميني في قبره الكبير (رقم 2) الموجود داخل جبانة بني حسن، وهو قبر يتميز بزخرفته النابضة بالحياة. ويتألف هيكل القبر من غرفة كبيرة بها أربعة أعمدة تقع بعد فناء و رواق تم تزويده بعمودين آخرين. وغرفة الهيكل الرئيسية بها رسومات غنية بمناظر المصارعة وحصار آحد القلاع، وهما موضوعان من الشائع العثور عليهما داخل مقابل بني حسن. وتتألف المناظر الأخرى في مقبرة أمن-م-حات من ما يُطلق عليه شعائر «رحلة أبيدوس»، فضلاً عن مناظر الصنيعية والفلاحين في أعمالهم، ومناظر الصيد في الصحراء. وتم تصوير أمن-م-حات نفسه وزوجته حتبت على جدار المقبرة الجنوبي وهما مع كمية كبيرة من القرابين. وتم تقسيم سقف الغرفة إلى ثلاثة صحون مزخرفة. وتم عمل محراب صغير مخصص للعبادة في الجانب الشرقي من الغرفة الرئيسية، ربما كان الهدف منه هو إستضافة مجموعة من تماثيل صاحب المقبرة، التي قد تم العثور على آثار لها في هذا المحراب. 
كما يحمل القبر أيضاً نقوش ربما كانت تهدف إلى توثيق أعمال الملك وب-واوت-م-ساف، وهو فرعون بالكاد تم التعرف عليه ويرجع تاريخه إلى أواخر فترة مصر الإنتقالية الثانية. ولقد تم إعتبار هذه النقوش دليلاً على إمكانية إمتداد سلطة وب-واوت-م-ساف 250 كيلومتر شمالاً من مقر حكمه في أبيدوس إلى منطقة بني حسن. وقام Jürgen von Beckerath بقراءة النقوش قراءة مبدئية على أنها «سخم-رن-ف-رخو» (إسم تتويج وب-واوت-م-ساف)، إلا أنها ظلت غير مؤكدة حيث أن أصلها مفقود حاليا.  